# Poggio Corese
Poggio Corese è una piccola frazione del comune di Scandriglia, in provincia di Rieti. Dista 4.32 km da Scandriglia e 50 km dalla Stazione Termini di Roma. Il suo paesaggio è predominato dal verde di querce e piante di olivo.

## Geografia fisica

### Territorio
Poggio Corese si trova a 344 metri sul livello del mare su un piccolo colle, da questo il nome "Poggio".
Nel territorio troviamo principalmente querce, pini, ligustri, acacie, tigli, platani e ginestre, da cui prendono il nome le omonime vie del posto. Nei campi ci sono alberi da frutta, rovi e alberi d'olivo.

### Clima
- Classificazione climatica: zona E, 2338 GR/G

## Cultura

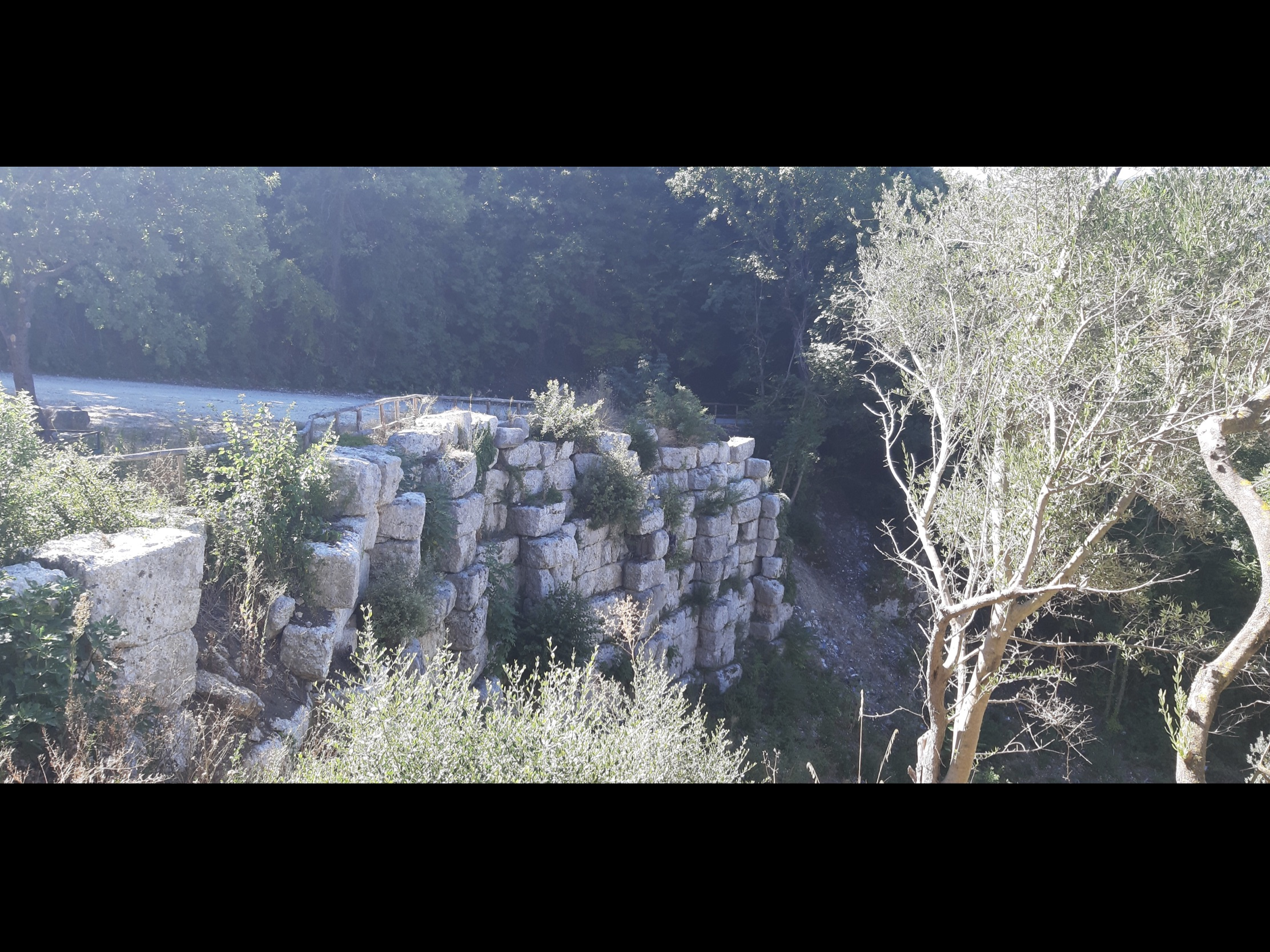
Il Ponte del Diavolo

Vicino a Poggio Corese sono presenti monumenti e attrazioni culturali. A meno di 1 km da Poggio Corese si trova il Ponte del Diavolo, una costruzione risalente all'epoca dei Romani. A circa 4 km dalla frazione troviamo il Castello Orsini di Nerola. A 4.7 km c'è il Santuario di Santa Maria delle Grazie, risalente al 1370. In quanto territorio del comune di Scandriglia, Poggio Corese è inserito nell’itinerario enogastronomico Strada dell’Olio e dei Prodotti Tipici della Sabina.

## Infrastrutture e trasporti

### Edifici
A Poggio Corese sono presenti 142 edifici, dei quali solo 119 utilizzati. Di questi ultimi 117 sono adibiti a edilizia residenziale e 2 destinati a uso commerciale, produttivo o altro.  
| Date       | Prima del 1919 | 1919-1945 | 1946-1960 | 1961-1970 | 1971-1980 | 1981-1990 | 1991-2000 | 2001-2005 | Dopo il 2005 |
| ---------- | -------------- | --------- | --------- | --------- | --------- | --------- | --------- | --------- | ------------ |
| n. edifici | 5              | 6         | 6         | 4         | 23        | 62        | 6         | 0         | 5            |

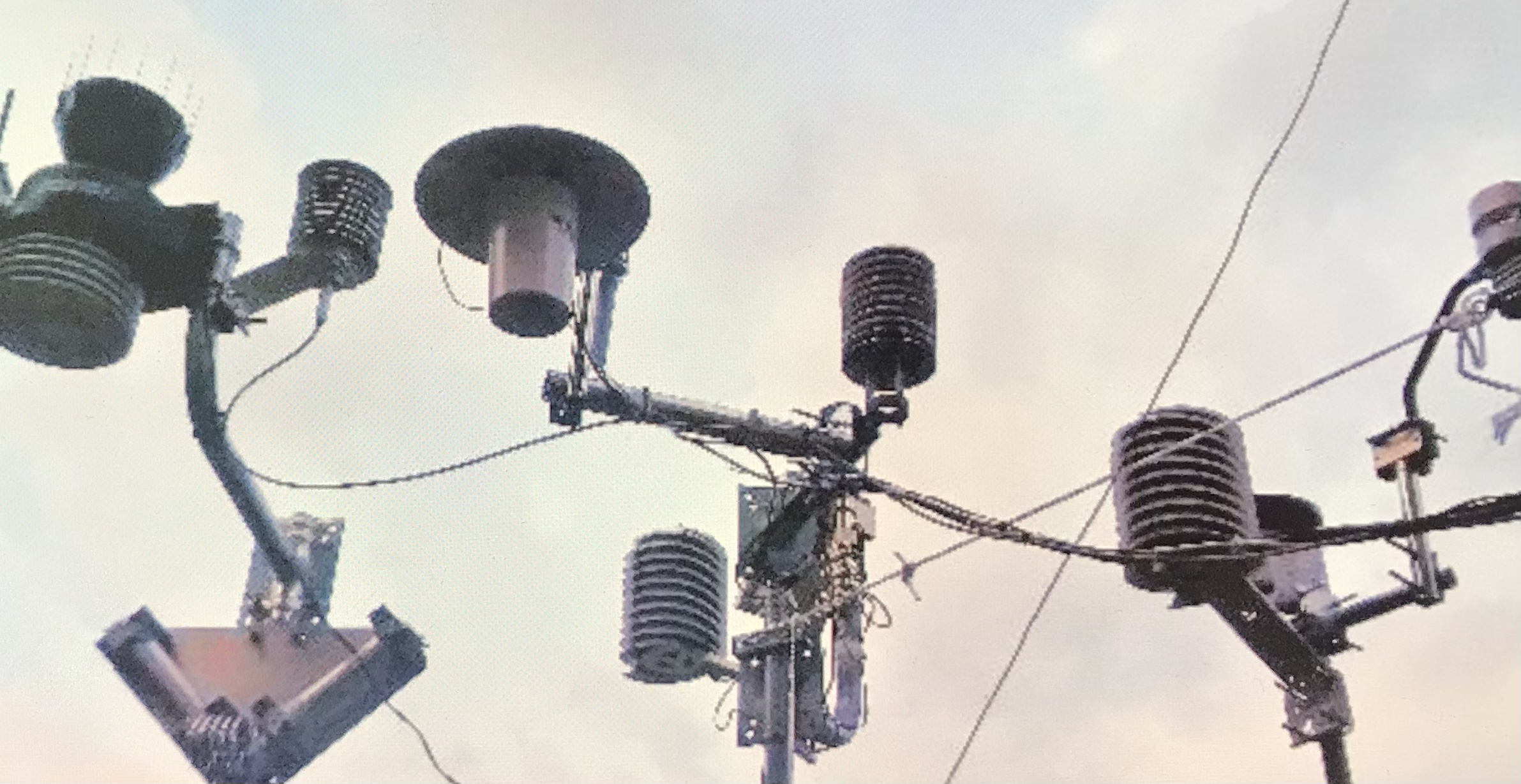
La strumentazione del Centro Meteorologico KWOS

I 2 edifici non residenziali sono un'impresa di Web Hosting e il Centro Meteorologico KWOS.

### Strade
Poggio Corese è attraversata dalla strada provinciale n. 39 per Orvinio, e affiancata alla SP 40 Salaria vecchia.

### Trasporti
Sulla SP 40 Salaria vecchia, all'altezza di uno degli ingressi per Poggio Corese, è presente una fermata Cotral e una fermata della compagnia privata Rossi Bus.